# Bakajaya
Bakajaya is een bestuurslaag in het regentschap Dompu van de provincie West-Nusa Tenggara, Indonesië. Bakajaya telt 4642 inwoners (volkstelling 2010).